# 乗蓮寺 (刈谷市)
乗蓮寺（じょうれんじ）は、愛知県刈谷市今川町2丁目602にある真宗大谷派の寺院である。山号は今川山。本尊は阿弥陀如来。

## 歴史
開創は江戸時代前期とされる。往時の東海道に面しており、辺りは古い家が立ち並ぶ。

## 文化財

### 市指定文化財
乗蓮寺のスダジイ
境内にあるシイの巨木は「乗蓮寺のスダジイ」として刈谷市天然記念物に指定されている。樹高は約10メートル、幹周りは約6.1メートル。1933年（昭和8年）、東京巨木研究調査会によって樹齢が約800年と推定された。1959年（昭和34年）9月の伊勢湾台風では大きな被害を受けた。幹の根元には大きな空洞があり、昔はたぬきが住んでいたと伝えられる。

### ギャラリー

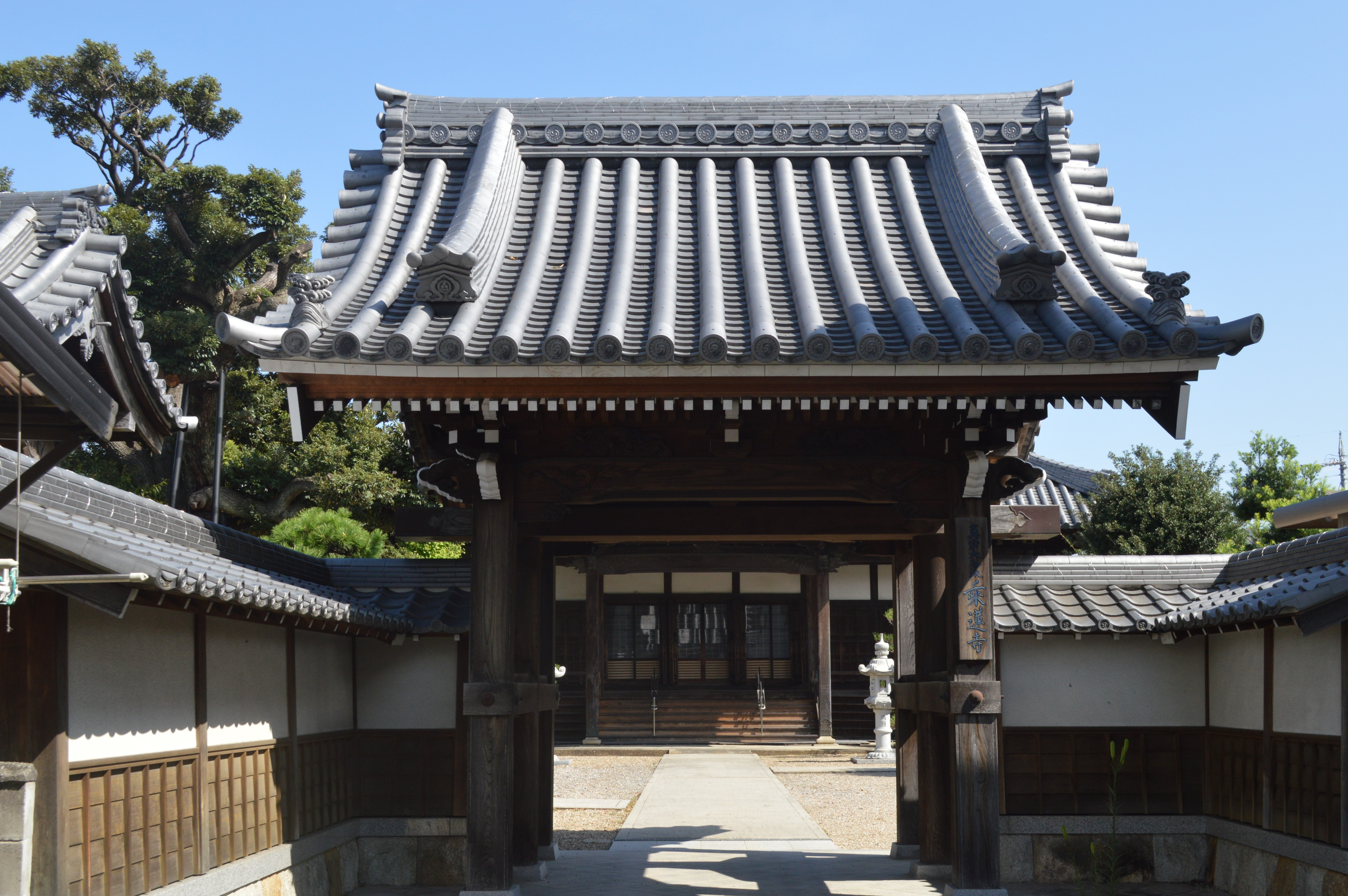
山門
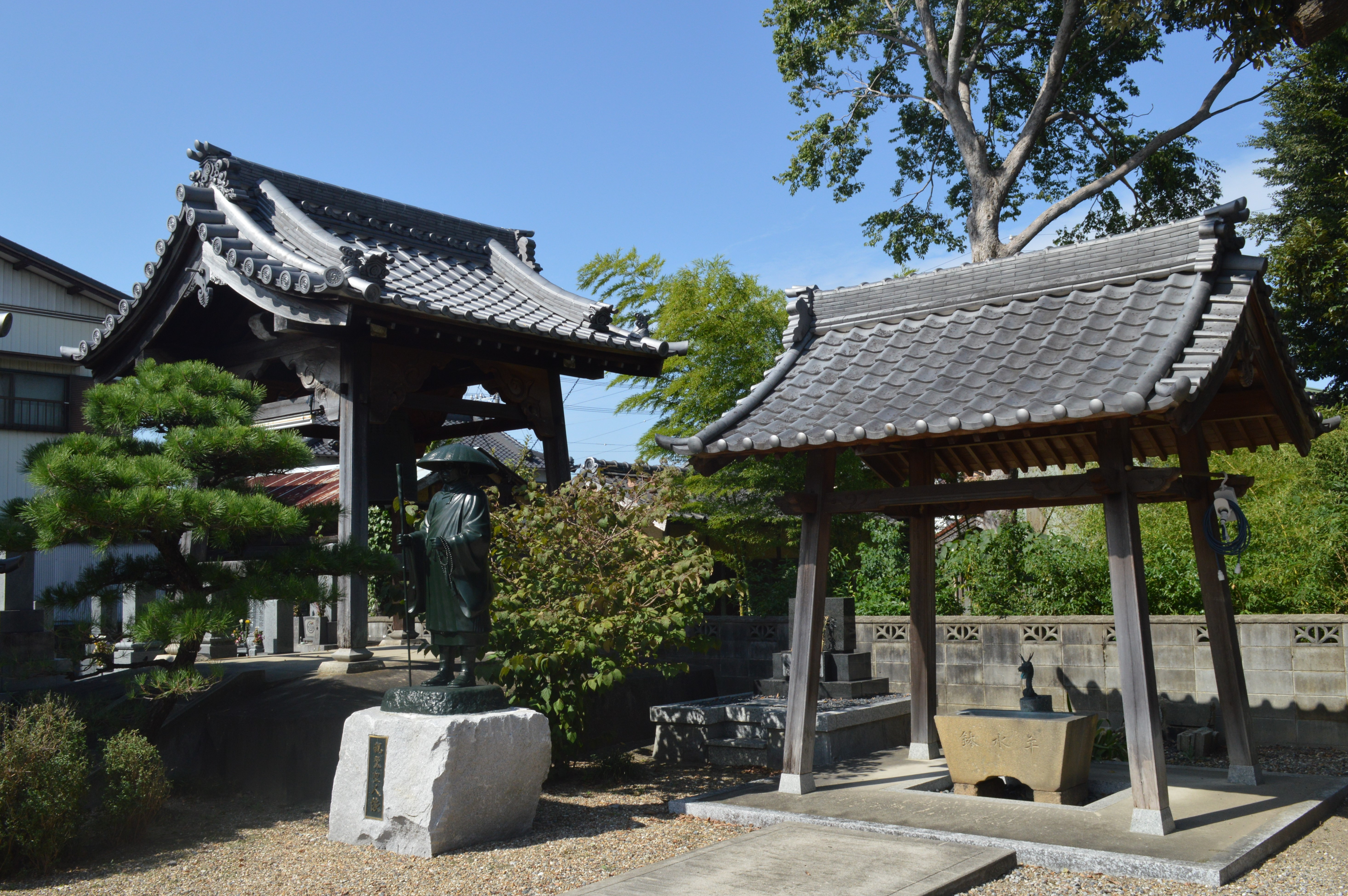
鐘楼と手水舎
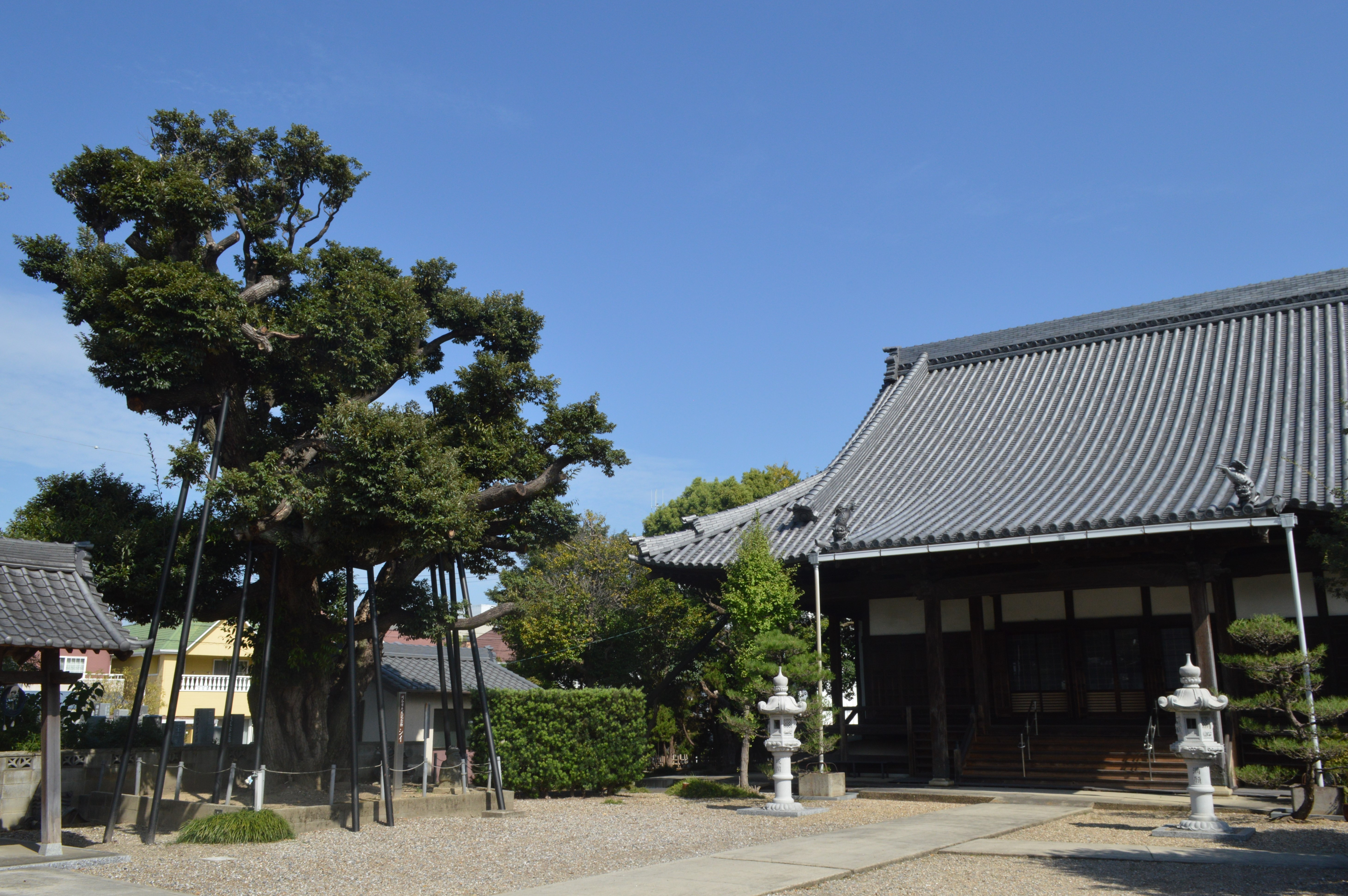
本堂とスダジイ
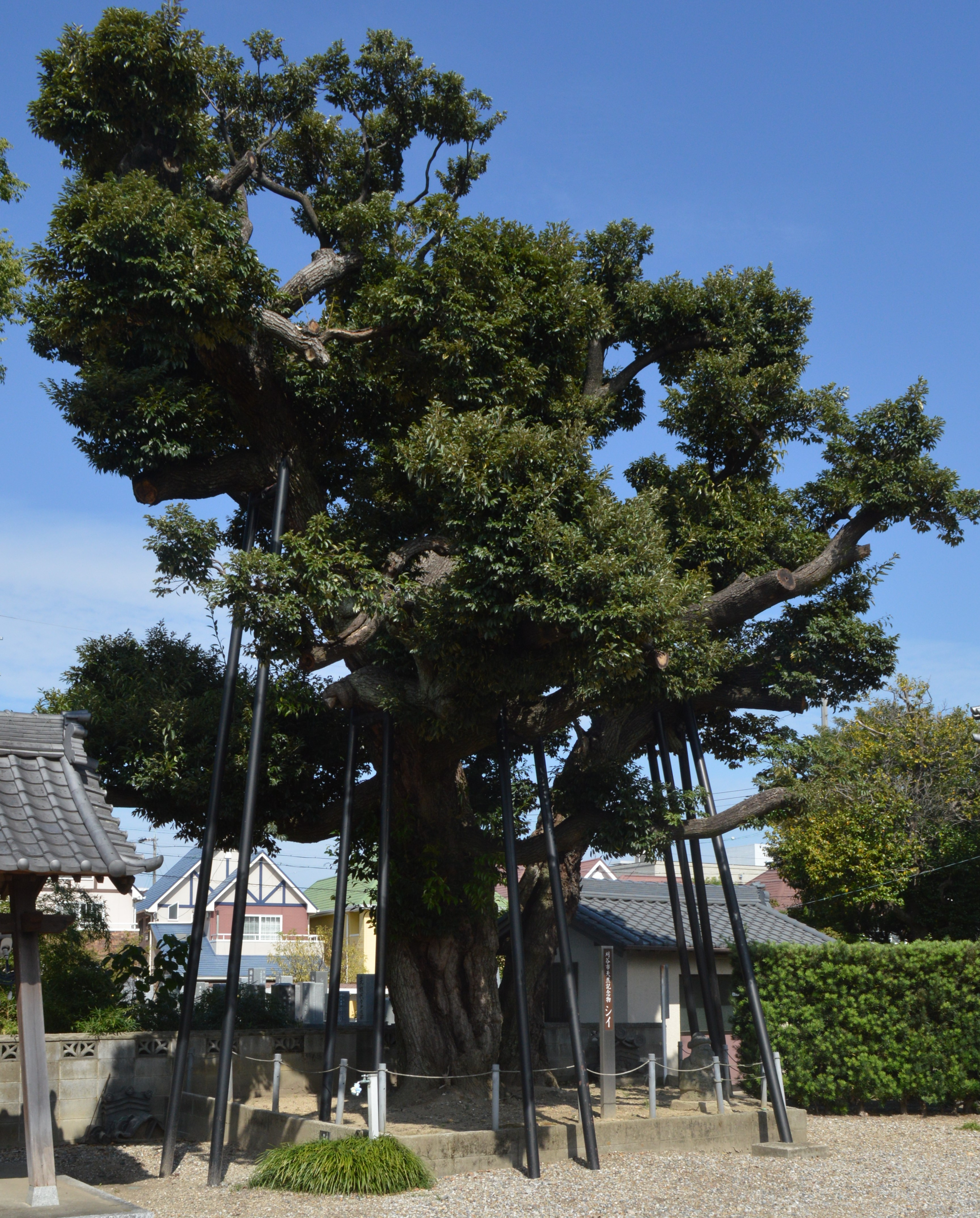
スダジイ

## 所在地
- 愛知県刈谷市今川町2丁目602

## 交通アクセス
- 名鉄名古屋本線 富士松駅から徒歩で約5分。